# Rijksnormaalschool voor Teekenonderwijzers

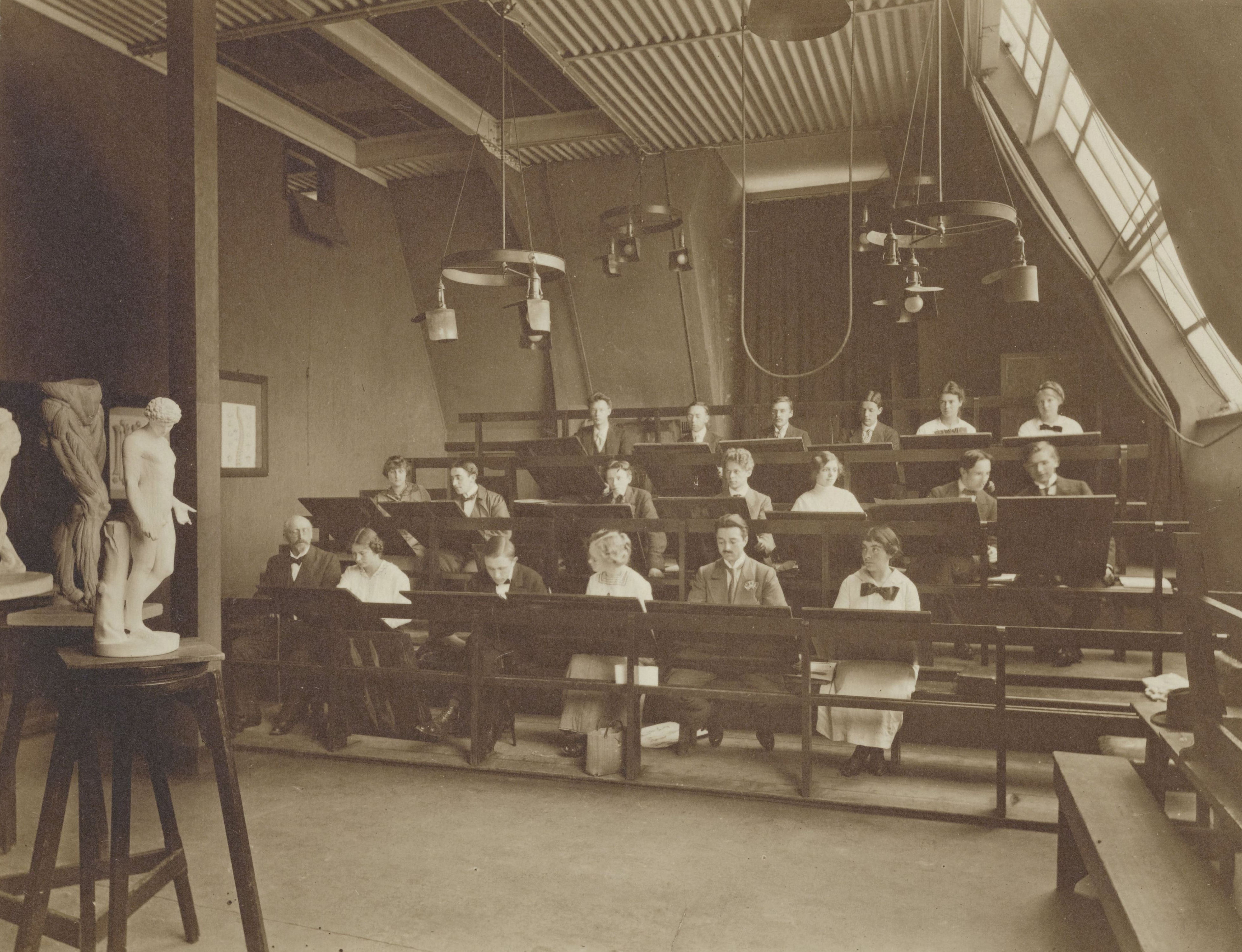
De Rijksnormaalschool op de bovenste verdieping van het museum

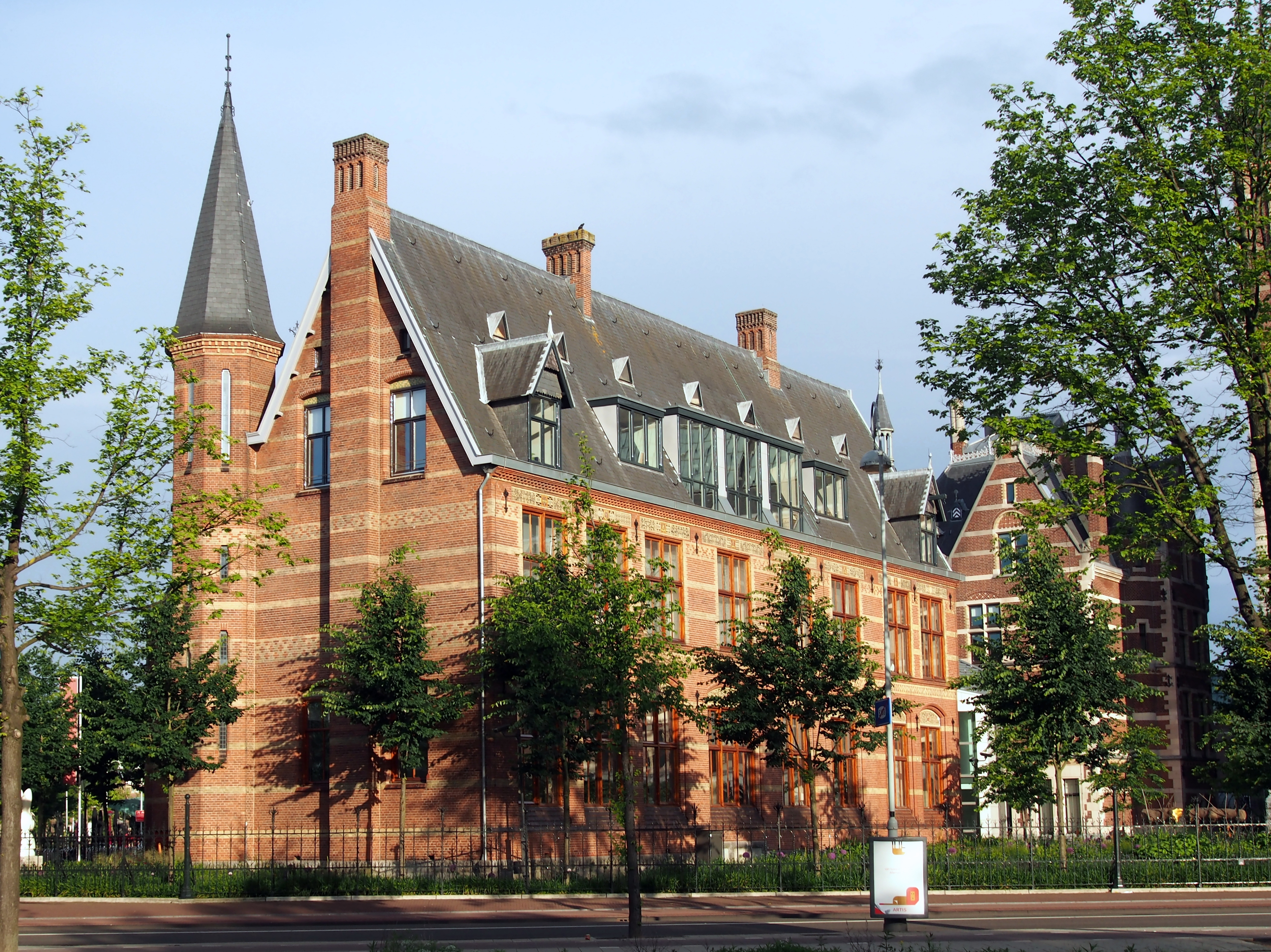
De Oefenschool

De Rijksnormaalschool voor Teekenonderwijzers is een voormalige lerarenopleiding in Amsterdam. De in 1881 opgerichte normaalschool wordt ook vermeld als onder andere Rijks-Normaalschool voor Tekenonderwijs en Rijksnormaalschool voor Tekenleraren. In 1924 werd de naam veranderd in Rijksinstituut tot Opleiding van Teekenleeraren. De school werd per 1 januari 1938 opgeheven.

## Geschiedenis
Jhr. mr. Victor de Stuers (1843-1916), advocaat bij de Hoge Raad, publiceerde in 1873 zijn kritiek op hoe de Nederlandse overheid toezag op de zorg voor monumenten en musea. In het stuk, getiteld Holland op zijn smalst, stelde hij onder meer de onverschilligheid ten opzichte van kunst aan de kaak. Hij schreef: "Wil men in werkelijkheid de kunst vruchtbaar doen worden, dan moet men alle middelen aanwenden die onder geheel het volk den kunstzin vermogen aan te kweeken, dan moet de artistieke opvoeding der natie ondernomen worden." Een jaar later werd hij lid van het pas opgerichte College van Rijksadviseurs voor de Monumenten van Geschiedenis en Kunst. Per 1 juli 1875 werd De Stuers referendaris en hoofd van de nieuwe afdeling Kunsten en Wetenschappen van het Departement van Binnenlandse Zaken. In deze rol was hij onder meer betrokken bij de totstandkoming van het Nederlandsch Museum voor Geschiedenis en Kunst (1875, later ondergebracht in het Rijksmuseumgebouw) en de hervorming van het kunstonderwijs. 
Voor dat laatste deed hij zelf onderzoek naar de situatie van het tekenonderwijs in Nederland. Hij kwam in 1878 met de aanbeveling twee aparte scholen in te richten: een opleidingsschool voor tekenleraren en een school voor kunstnijverheid. Willem Molkenboer en Jan Striening onderzochten in 1880 de onderwijsmethodiek in België, waarna een bijscholingscursus voor leraren aan tekenscholen werd georganiseerd. In hetzelfde jaar werd de Nederlandse Vereniging voor Tekenonderwijs opgericht, met Molkenboer, De Stuers en Pierre Cuypers als drijvende krachten.
In juli 1881 werden bij ministerieel besluit reglementen vastgesteld voor een Rijksnormaalschool voor Tekenonderwijs en een Rijksschool voor Kunstnijverheid, die werden gevestigd in het Rijksmuseum, dat nog in aanbouw was. De twee scholen, samen ook wel bekend als de Museumscholen, werden opgericht naast de al bestaande Kunstnijverheidsschool Quellinus (1879) en de Teekenschool voor Kunstambachten (1880). 

### Rijksnormaalschool voor Teekenonderwijzers (1881 t/m 1923)
Willem Molkenboer en Jacobus Roeland de Kruijff werden per 1 september 1881 benoemd als directeuren van respectievelijk de Rijksnormaalschool en de Rijksschool. De naast hen aangestelde docenten gaven les op beide scholen: Ludwig Beirer, Pierre Cuypers, Eugène Dubois, Jan Striening en Jan Versluys. 
In 1893 werd de school bezocht door koningin-moeder Emma en prinses Wilhelmina, zij werden rondgeleid door directeur Molkenboer. Antoon Molkenboer, zoon van de directeur en oud-student, legde het bezoek vast in een aquarel.
Ter gelegenheid van het zilveren jubileum van de school in 1906 publiceerde Molkenboer een boekje. Hij beschreef daarin onder andere vakken die aan de orde kwamen, zoals stijl- en ornamentenleer (Pierre Cuijpers), meetkunde (Jan Versluijs), ontleedkunde en perspectieftekenen. Er was een ruime collectie aan foto's en pleistermodellen beschikbaar, die de leerlingen konden natekenen. De opleiding werd afgesloten met een examen. Na het behalen van de tekenakte waren de studenten bevoegd les te geven.
Molkenboer speelde een belangrijke rol in de ontwikkeling van het tekenonderwijs in Nederland: Hij voerde tot 1900 de inspectie over de tekenscholen in het land, deed een propagandatour toen tekenen een verplicht vak werd in het lager onderwijs, deed in opdracht van de regering onderzoek naar onderwijs in het buitenland en schreef diverse publicaties. Hij overleed eind 1915 op 71-jarige leeftijd. Oud-leerling en docent Jan Visser jr. was vervolgens waarnemend directeur, tot aan zijn pensioen in 1922. Huib Luns nam zijn taak over en werd per 1 september 1923 benoemd als de nieuwe directeur.

### Rijksinstituut tot Opleiding van Teekenleeraren (1924 t/m 1937)
De overheid kwam in 1923 met plannen om te bezuinigen op het nijverheidsonderwijs. Als onderdeel daarvan werden reorganisaties doorgevoerd; de Rijksschool voor Kunstnijverheid werd opgeheven en de Kunstnijverheidsschool Quellinus, de Teekenschool voor Kunstambachten en de Dagteeken- en Kunstambachtsschool voor Meisjes in Amsterdam fuseerden per 1 januari 1924 tot het Instituut voor Kunstnijverheidsonderwijs. Ook de Rijksnormaalschool werd gereorganiseerd en zij ging verder onder de naam Rijksinstituut tot Opleiding van Teekenleeraren, met Luns als directeur. 
In 1930 werd het gouden jubileum van het tekenonderwijs gevierd, gerekend vanaf de oprichting van de NVVT in 1880, met een congres en de uitgave van het gedenkboek Vijftig jaren teekenonderwijs uitgebracht, met een door Luns ontworpen omslag. Luns nam afscheid van de school toen hij een jaar later werd benoemd tot hoogleraar aan de Technische Hogeschool Delft. Hij werd per 1 september 1931 opgevolgd door Harm Ellens, die een jaar eerder als adjunct-directeur en leraar aan het Rijksinstituut was verbonden. Hij ging in 1936 met pensioen en werd opgevolgd door waarnemend directeur Douwe Postma.
In 1934 dreigde de school te worden opgeheven en werd er door het ministerie een leerlingenstop ingesteld. Directeur Postma maakte zich hard voor behoud van het onderwijs en was er mede voor verantwoordelijk dat de lerarenopleiding (als Afdeeling opleiding tot Teekenleeraaren) en het personeel werden overgenomen door het Instituut voor Kunstnijverheidsonderwijs. Het Rijksinstituut tot Opleiding van Teekenleeraren werd per 1 januari 1938 opgeheven. Postma was tot 1945 als directeur aan het Kunstnijverheidsinstituut verbonden.
In de jaren 60 verhuisde het Instituut voor Kunstnijverheidsonderwijs naar een door Gerrit Rietveld ontworpen schoolgebouw. In 1968 werd de opleiding onderdeel van het hoger beroepsonderwijs en kreeg zij de status van Academie voor Beeldende Kunst en Vormgeving. Als eerbetoon aan de architect werd de naam van de school gewijzigd in Gerrit Rietveld Academie.

## Oefenschool

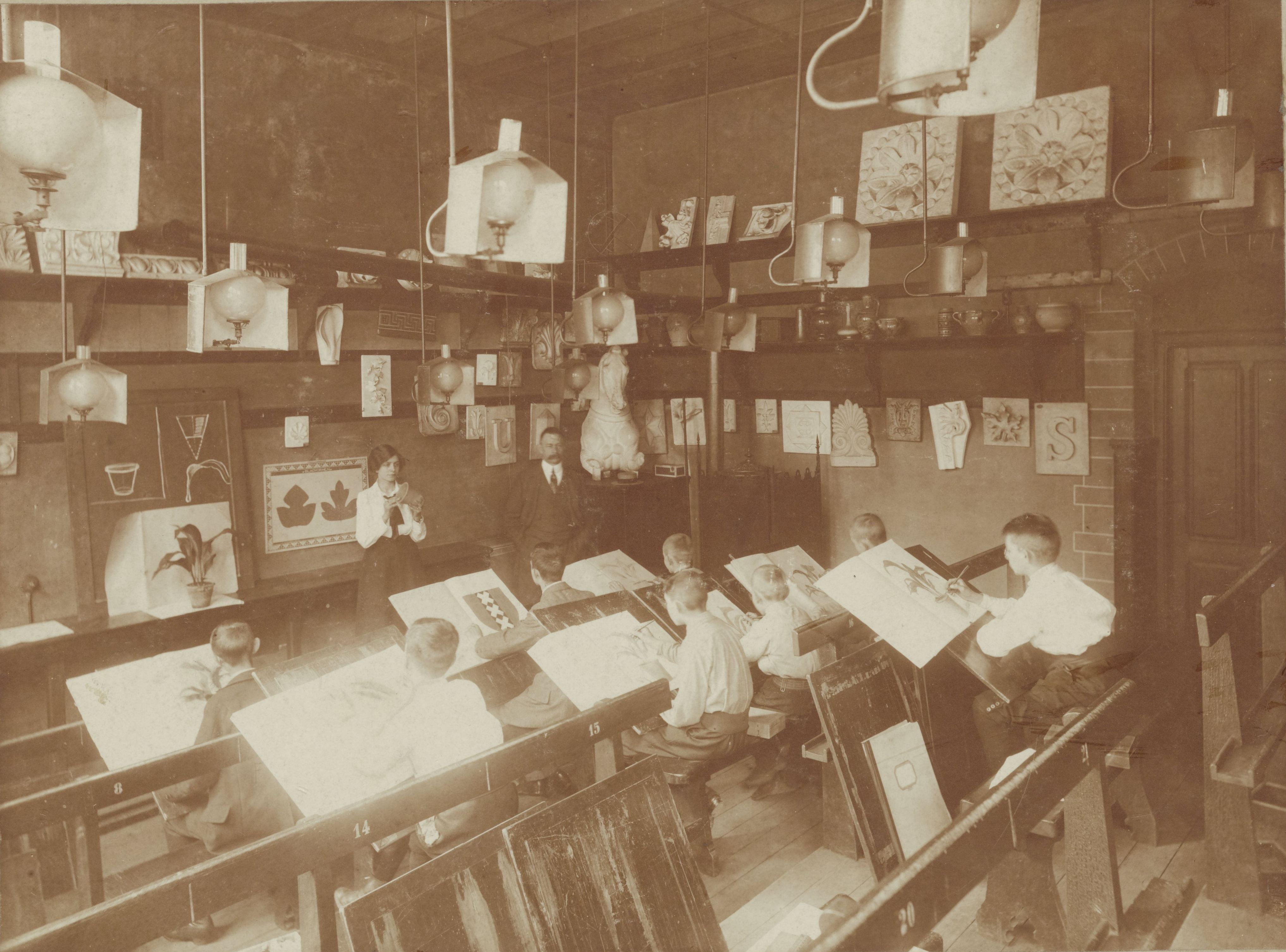
Praktijkles in de Oefenschool

De Rijksnormaalschool en Rijksschool werd ondergebracht in het nog in aanbouw zijnde Rijksmuseumgebouw. In 1883 verhuisden de Museumscholen naar de bovenste verdiepingen aan de voorkant van het gebouw. In 1890-1891 werd aan de Hobbemastraat naast het museum de Oefenschool gebouwd, naar een ontwerp van Cuypers. Boven de entree werden twee tegeltableaus aangebracht, naar een ontwerp van Georg Sturm: een voorstelling van drie gratiën (het Schone, het Ware en het Goede) en een uitspraak van De Stuers: 

Teekenen is spreken en schrijven tegelijk

In de Oefenschool konden de docenten in opleiding oefenen in lesgeven. Na de opheffing van de Rijksschool werd het gebouw in 1924 uitgebreid en werd het Rijksinstituut in de Oefenschool ondergebracht. Tot 1966 werd hier nog les gegeven aan de lerarenopleiding van het Instituut voor Kunstnijverheidsonderwijs. In 2013 werd in de voormalige Oefenschool de Teekenschool geopend, als educatief centrum van het Rijksmuseum.

## Directie, docenten en studenten

### Directeuren
- 1881-1915 Willem Molkenboer
- 1916-1922 Jan Visser jr. (wnd)
- 1923-1931 Huib Luns
- 1932-1936 Harm Ellens
- 1936-1938 Douwe Postma (wnd)

### Docenten
- Charles Bakker
- Ludwig Beirer
- Johan Frans van Bemmelen
- J.W.H. Berden
- Pierre Cuypers
- Eugène Dubois
- Harm Ellens
- Jan Derk Huibers
- Ludwig Jünger
- Jacobus Roeland de Kruijff
- Klaas van Leeuwen
- Huib Luns
- Willem Penaat
- Douwe Postma
- Willem van der Pluym
- Jan van Tongeren
- Jan Visser jr.

### Studenten
- Nico Andriessen
- Henriëtte Asscher
- Charles Bakker
- Jan Willem Barendregt
- Christiaan Bartels
- Anna Elisabeth Batelt
- Jo Bauer-Stumpff
- Lando van den Berg
- Cato Berlage
- Frederik Jacob Besseling
- Paul Bodifée
- Bert Henri Bolink
- Kuno Brinks
- Frederika Broeksmit
- David Bueno de Mesquita
- Joan Collette
- Jan van Delft
- Theo van Delft
- Hans van Dokkum
- Jaap Dooijewaard
- Gerarda Doyer
- Wilhelmina Drupsteen
- Erasmus Bernhard van Dulmen Krumpelman
- Pieter Dupont
- Jan Eisenloeffel
- Marie Faddegon
- Rachel Fernhout-Pellekaan
- Suze Fokker
- Johan Gabriëlse
- Roelf Gerbrands
- Leo Gestel
- Arnold Marc Gorter
- Rob Graafland
- Cecile van Grieken
- Johan van Hell
- Henk Henriët
- Ans Hey
- Joop Hilbers
- Jaap Hillenius
- Nelly Honig
- Tamme van Hoorn
- Bon Ingen-Housz
- Johan Herman Isings
- Samuel Jessurun de Mesquita
- Jan Gerrit Jordens
- Johan Jorna
- Gerrit Willem Knap
- Hein Kocken
- Louis Kortenhorst
- Jo Koster
- Klaas Koster
- Henk Krijger
- Marinus Kutterink
- Gerarda de Lang
- Coba van der Lee
- Hubert van Lith
- Huib Luns
- Theo Luns
- Jaap van der Meij
- Agta Meijer
- Jan Meine Jansen
- Doeke Meintema
- Loekie Metz
- Suze Middendorp
- Antoon Molkenboer
- Theo Molkenboer
- Xeno Münninghoff
- Clasine Neuman
- Augustine Obreen
- Norbert Olthuis
- Jan Oosterman
- J.J.P. Oud
- Bart Peizel
- Hendrika van der Pek
- Jaap Ploos van Amstel
- Jan Ponstijn
- Jaap Pronk
- Louis Raemaekers
- Renald Rats
- Ria Rettich
- Ru van Rossem
- Georg Rueter
- Louis Schutte
- Anna Sipkema
- Jan Sluijters
- Hens van der Spoel
- Gerard Johan Staller
- Mart Stam
- Rie Swartwout de Hoog
- Jan van Tongeren
- Bertha Valkenburg
- Manus van der Ven
- Jan Visser jr.
- Leo Visser
- Jan Murk de Vries
- Henriette de Vries
- Willem van de Walle
- Froukje Wartena
- Jan Harm Weijns
- Paul Windhausen
- Johan Walraven van Winkoop
- Marietje Witteveen
- Rudolf Wolf
- Johan Wortman
- Isa van der Zee